# Różnoporek dwuwarstwowy

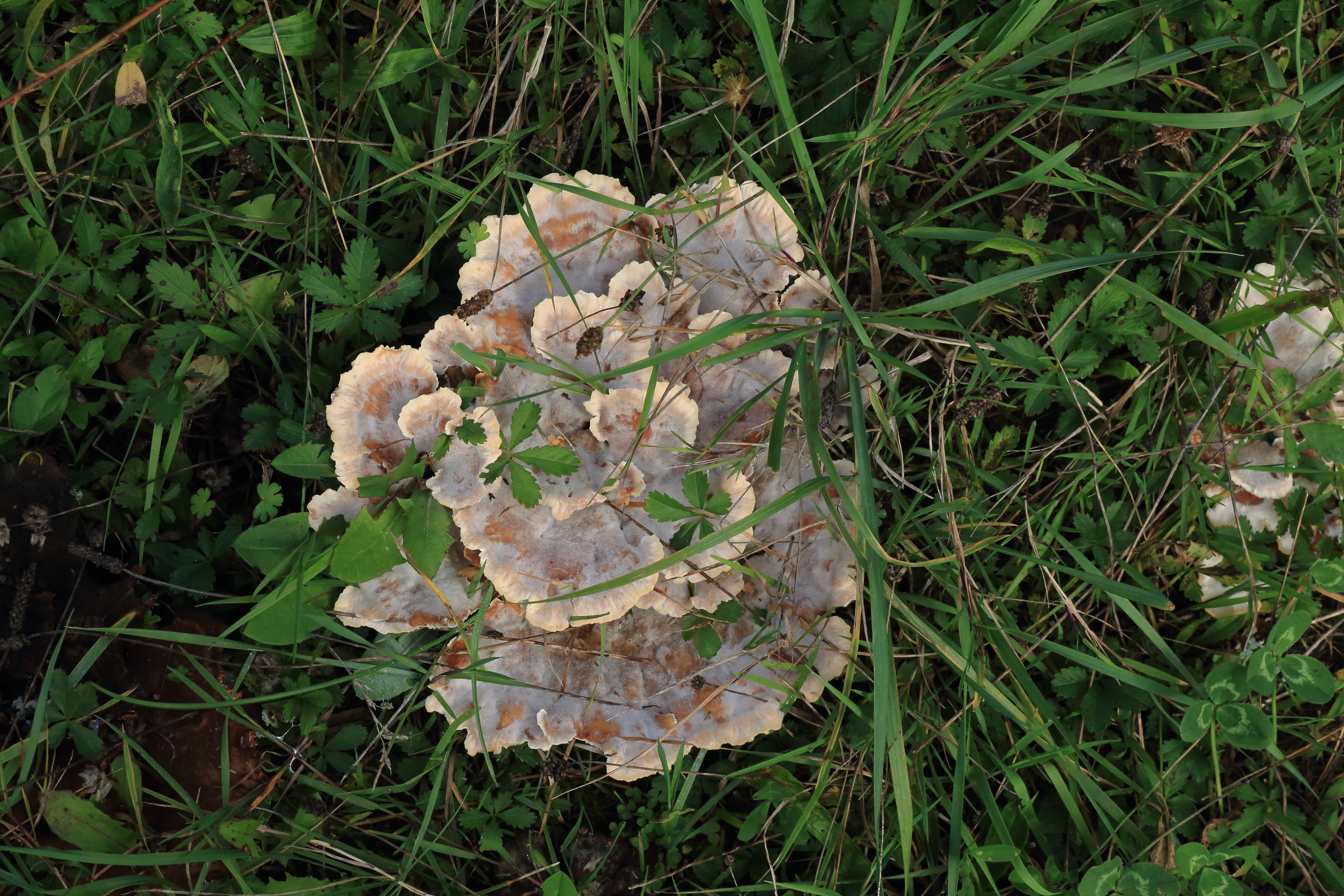

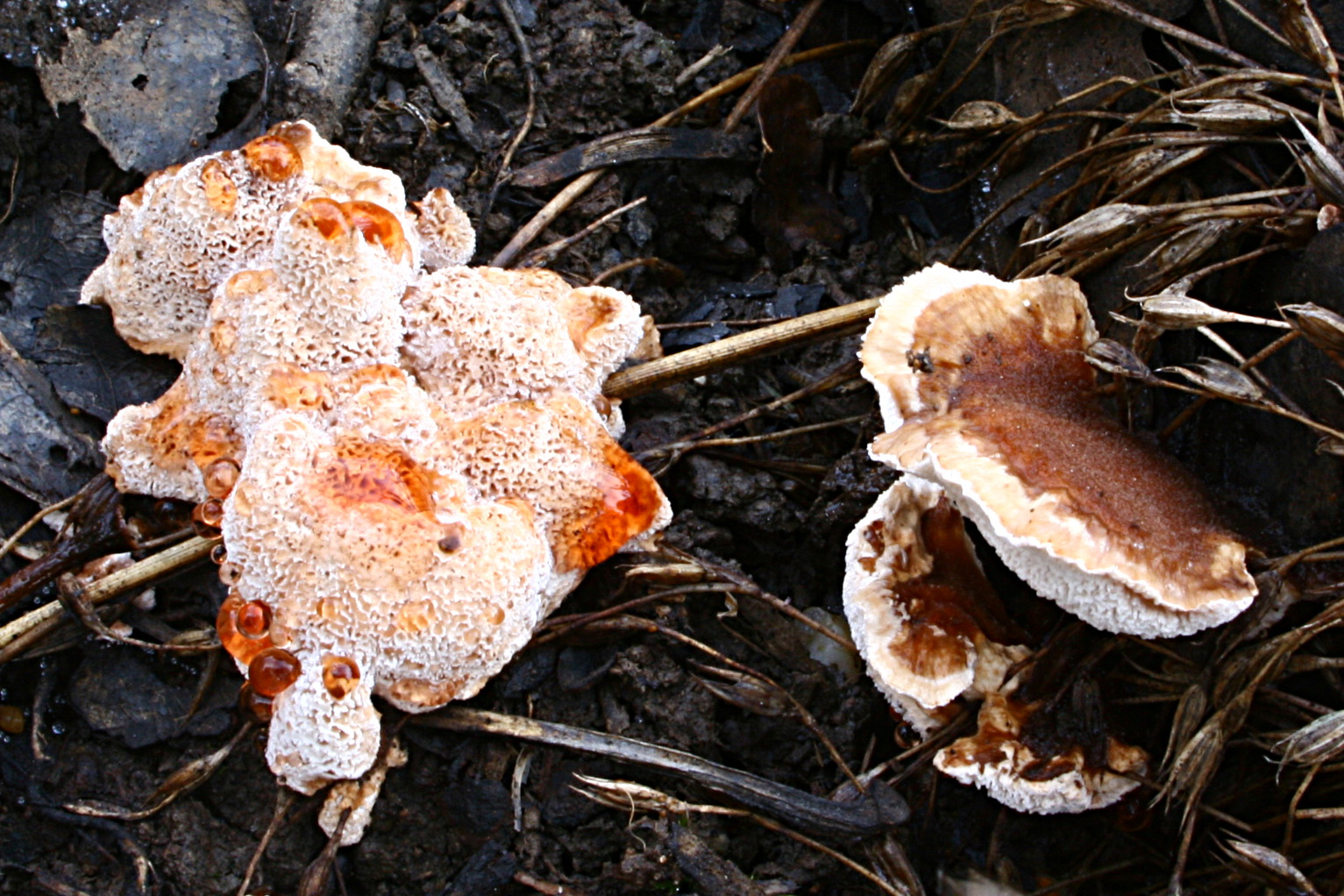
Różnoporek dwuwarstwowy (Abortiporus biennis (Bull.) Singer 1944) – postać młoda (z lewej) i nieco starsza (z prawej)

Różnoporek dwuwarstwowy (Abortiporus biennis (Bull.) Singer) – gatunek grzybów z rodziny pucharkowatych (Podoscyphaceae).

## Systematyka i nazewnictwo
Pozycja w klasyfikacji według Index Fungorum
Abortiporus, Podoscyphaceae, Polyporales, Incertae sedis, Agaricomycetes, Agaricomycotina, Basidiomycota, Fungi.
Po raz pierwszy takson ten zdiagnozował w roku 1789 Pierre Bulliard nadając mu nazwę Boletus biennis. Obecną, uznaną przez Index Fungorum nazwę, nadał mu w 1944 Rolf Singer przenosząc go do rodzaju różnoporek (Abortiporus).
Synonimów nazwy naukowej ma ponad 60. Niektóre z nich:

- Boletus biennis Bull. 1789
- Sistotrema bienne (Bull.) Pers. 1801
- Hydnum bienne (Bull.) Lam. & DC. 1805
- Daedalea biennis (Bull.) Fr. 1821
- Polyporus biennis (Bull.) Fr. 1838
- Heteroporus biennis (Bull.) Lázaro Ibiza 1916
- Phaeolus biennis (Bull.) Pilát 1934
- Grifola biennis (Bull.) Zmitr. & Malysheva 2006

Nazwa polska według checklist Władysława Wojewody.

## Morfologia
Owocnik
Można spotkać dwie odmienne formy różnoporka dwuwarstwowego (Abortiporus biennis): „normalnie” wyglądający, z brązowym kapeluszem o średnicy 5–15 cm i białym hymenoforem, który uszkodzony przebarwia się od czerwonawego do czerwonawo-brązowego oraz formę z nieregularnym kształtem, „przerywaną”, składającą się z nieregularnych białych porów (przypada ich 1–3 na mm), które wydzielają czerwonawy sok (gutacja) a uszkodzone przebarwiają się na czerwonawo-brązowo. W tej drugiej formie, gdy grzyb rośnie, często pochłania patyki i źdźbła trawy, tak jak robią to niektóre gatunki z rodzaju kolczakówka (Hydnellum). Owocniki nakładające się na siebie, powierzchnia szorstka, owłosiona.
Cechy mikroskopowe
Miąższ twardy, biały do różowawego, czasami jasnobrązowy, po ściśnięciu pojawia się różowawy sok. Wytwarza szkliste, gładkie, elipsoidalne, nieco grubościenne zarodniki o wymiarach 4–7 × 3,5 µm, jak również i bezpłciowe chlamydospory.

## Występowanie i siedlisko
Występuje głównie na zakopanym drewnie liściastym, najczęściej w siedliskach sztucznych, np. na resztkach pniaków na trawnikach, rzadko na pniach w bardziej naturalnych warunkach. Raczej rzadki, występuje od czerwca do stycznia.
Gatunek rzadko notowany w Polsce. Dwa stanowiska podawane są z powiatu gryfińskiego  i jedno z powiatu kołobrzeskiego. W rezerwacie Źródliskowa Buczyna pojedyncze stanowisko. W Puszczy Białowieskiej odnotowany dwukrotnie (Jaroszewicz 1996, Niemelä 2013). Kategoria zagrożenia E (Wymierające – krytycznie zagrożone).

## Znaczenie
Saprotrof, powoduje białą zgniliznę drewna. Należy do wysoce wyspecjalizowanej grupy mikroorganizmów,  znanych producentów specyficznych enzymów modyfikujących ligninę, np. lakaza, peroksydazy manganowe i peroksydazy ligninowe. Enzymy te oprócz posiadanego potencjału degradacji są znane jako bardzo przydatne w zastosowaniach biotechnologicznych. Badania naukowe mające pomóc w wykorzystaniu tego gatunku w biotechnologii:
- nad wykorzystaniem enzymu lakazy jako biokatalizatora w syntezie barwników tekstylnych[12].
- nad możliwością stosowania tego gatunku do odbarwiania barwników antrachinonowych i azowych[13].
- w wyniku rosnącego zainteresowania produkcją enzymów ligninolitycznych, zwłaszcza lakazy, badania nad optymalizacją warunków hodowli do produkcji  lakazy z różnoporka dwuwarstwowego (Abortiporus biennis)[14].
- nad wpływem suplementacji azotem  na grzybiczą obróbkę trocin wierzby za pomocą różnoporka dwuwarstwowego (Abortiporus biennis) w celu poprawienia wydajności produkcji biopaliw[15].
- nad możliwością akumulacji metali ciężkich w grzybni różnoporka dwuwarstwowego (Abortiporus biennis) i solubilizacji nierozpuszczalnych związków metali[16][17].
- nad bardziej efektywnym zastosowaniem różnoporka dwuwarstwowego (Abortiporus biennis) w procesach bioremediacji lub jako bioindykatora skażonych zanieczyszczeniami środowisk[18].
- nad aktywnością antyproliferacyjną przeciwko liniom komórkowym Hep G2 i MCF-7 i aktywnością hamującą przeciwko odwrotnej transkryptazie HIV-1[19][20][21].

## Gatunki podobne
Gmatwica chropowata (Daedaleopsis confragosa) również zaczerwienia się, ale jest twardsza, kształt owocnika ma bardziej regularny oraz występuje na gałęziach i pniach. Różnoporek dwuwarstwowy (Abortiporus biennis) może przypominać małą żagwicę listkowatą (Grifola frondosa) lub wachlarzowiec olbrzymi (Meripilus giganteus), ale oba te gatunki nie wybarwiają się na czerwono (ten ostatnia wybarwia się od szarości do czerni). Loweomyces fractipes jest bardzo podobny, z pojedynczym kapeluszem i boczną łodygą, ale nie czerwienieje, a pory są dobrze określone i mniejsze (4–5 na mm).